# Yigoga improba
Yigoga improba là một loài bướm đêm trong họ Noctuidae.